# 베치 파리아
베치 파리아(Betty Faria, 1941년 5월 8일 ~ )는 브라질의 배우이다.

## 출연 작품
- 섹스, 사랑 그리고 배신 (2004)
- 바이 바이 브라질 (1980)